# Bambuco

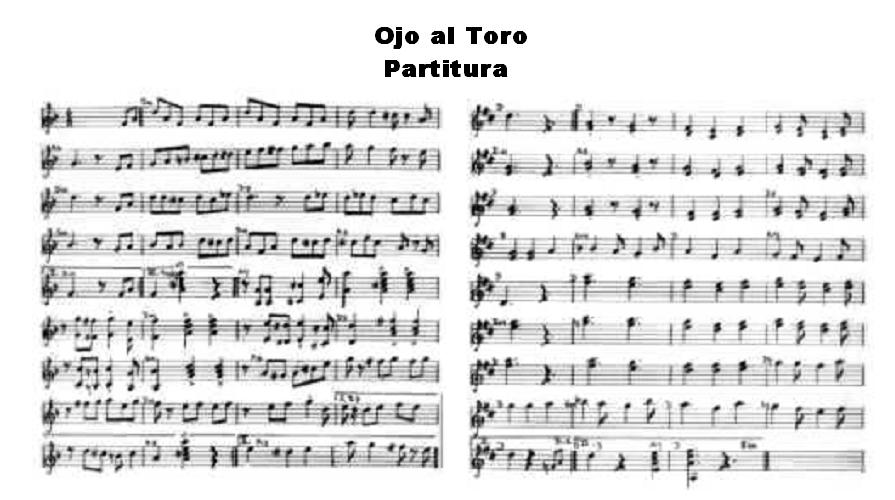
Des notes musical bambuco

Le bambuco est une musique traditionnelle colombienne originaire des Andes colombiennes.

## Origine étymologique du mot Bambuco
Le bambuco, une musique typique colombienne hérité du quechua, était généralement interprété par les fabricants de céramique ; selon cette hypothèse le mot bambuco dériverait étymologiquement de wampu (petite embarcation, radeau) et puku (récipient) en donnant wampu puku (récipient en forme de petite embarcation). À l'arrivée des Espagnols, à cause du manque de compréhension de ces derniers, la prononciation s'est transformée en wampuku puis en Bambuco prononciation communément admise de nos jours. Il existe une polémique face à une autre signification possible, selon d'autres sources, le préfixe ku aurait un sens possessif. Cela voudrait dire que très probablement le mot Bambuco dériverait de wampu ku qui signifie canoeros, cela impliquerait que ce sont les canoeros indigènes quechuas colombiens qui ont inventé le bambuco.

## Qualités musicales et contributions ethniques
Le bambuco peut être chanté, dansé et interprété au moyen d'un instrument. Son origine se situe dans la région des Andes colombiennes ; il est le fruit du mélange de plusieurs danses résultant du mélange ethnique consécutif à l'arrivée des Espagnols sur le continent.
En réalité des éléments de type indigène ont d'abord dominé cette danse. Ensuite, divers groupes ethniques lui ont apporté plusieurs éléments supplémentaires même s'ils ne sont pas responsables pour plus de 10 % de ses descendants métissés ; ils ont continué à utiliser ce rythme musical pour réjouir leurs vies et pour leurs festivités et autres activités sociales.

## Bambuco et nationalisme
Cette musique a accompagné les troupes de libération dans tous leurs déplacements, dans leur recherche et dans la lutte pour l'indépendance des 5 nations andines, rappel constant des origines néogranadines (donc colombiennes) des troupes du libérateur Simón Bolívar. Un aperçu de ce qu'a représenté cette musique pour la liberté colombienne peut être consulté sur le site web http://www.banrep.gov.co/blaavirtual/letra-s/site/67.htm. Selon lui : Bambuco = Liberté pour les cinq patries latino-américaines.

## Caractéristiques
Le bambuco est une danse modérée et très rythmée. C'est une danse à 3 temps, alternant le 3/4 et le 6/8. Les textes sont écrits en octosyllabes. Le cycle musical est donc brisé toutes les 2 mesures, et les mélodies sont composées de une à trois parties (selon la nature du poème). 
Le pas de danse consiste à placer un pied devant l'autre, puis, sur la pointe de l'orteil, le faire glisser en reculant d'un petit saut.

## Informations supplémentaires (en espagnol)
- l'écriture de rythmique
- la façon de le danser
- l'interprétation instrumentale
- Ici sur les costumes de tipicos

## Quelques auteurs
- Jorge Villamil
- Jose Macias
- Dario Garzon
- Pedro Cardona
- Rosa Delia Barrera de Barrera
- HeKeIsDa
- Jorge Veloza
- Luis Uribe Bueno

## Quelques chanteurs
- Silva y Villalba
- Garzon y Collazos
- Le Patuma
- HeKeIsDa
- Zabala et Barrera
- Groupe De Remanseros

## Liens
- Bambuco, sur colombiafelizdia.8k.com.